# 露西娅·劳拉·桑杰尼托
露西娅·劳拉·桑杰尼托（1910年11月22日—）是一個義大利的超級人瑞，是繼克勞迪婭·巴壽尼去世後成為義大利在世最年長者，她也是在世第四年長者，僅次於埃塞爾·凱特勒姆、瑪麗-羅斯·泰西耶、娜奧米·懷特黑德。

## 生平
露西娅·劳拉·桑杰尼托於1910年11月22日生於斯圖爾諾。她23歲結婚，育有四個孩子，其中兩個孩子出生後不久就夭折了。他在1946年義大利國體公投中投票支持共和國。她的母親逝世，享年101歲。
她的丈夫於2010年去世，享年99歲，距離他100歲生日還有一個月。2018年5月，107歲的她摔倒，股骨骨折，隨後接受了精細的手術。到她110歲生日時，他已經有了兩個孫子和三個曾孫。在接受網路報紙《奧托帕金》（Ottopagine）採訪時，她說：「我做出了很多犧牲…我對自己的人生感到滿意，即使我立即死去，也會為自己的經歷感到高興。我們總是感謝上帝。他想要什麼，我就做什麼。他給了我這些年，我正在珍惜它們。」據說她喜歡吃清淡的食物，不喜歡吃甜食的食物，晚上吃蔬菜。
露西娅·劳拉·桑杰尼托目前住在斯圖爾諾，由她的女兒瑪麗亞照顧。2024年12月24日，克勞迪婭·巴壽尼去世，她成為義大利的在世最年長者。